# Junioren-Badmintonsüdamerikameisterschaft 2013
Die Junioren-Badmintonsüdamerikameisterschaft 2013 fand vom 1. bis zum 3. Dezember 2013 in Temuco in Chile statt.

## Sieger und Platzierte U11
| Disziplin    | Gold                                    | Silber                        | Bronze                         |
| ------------ | --------------------------------------- | ----------------------------- | ------------------------------ |
| Herreneinzel | Davi C. Silva                           | Adriano Viale                 | David C. Silva                 |
| Herreneinzel | Davi C. Silva                           | Adriano Viale                 | Tomas Bossio                   |
| Dameneinzel  | Juliana Viana Vieira                    | Julia Viana Vieira            | Airi Moromisato                |
| Dameneinzel  | Juliana Viana Vieira                    | Julia Viana Vieira            | Fernanda Munar                 |
| Herrendoppel | Davi C. Silva David C. Silva            | Tomas Bossio Adriano Viale    | Gonzalo Bustos Fernando Lillo  |
| Herrendoppel | Davi C. Silva David C. Silva            | Tomas Bossio Adriano Viale    | Alvaro Leyton Rodrigo Pontigo  |
| Damendoppel  | Julia Viana Vieira Juliana Viana Vieira | Andrea Flores Gianna Stiglich | Airi Moromisato Fernanda Munar |
| Damendoppel  | Julia Viana Vieira Juliana Viana Vieira | Andrea Flores Gianna Stiglich | Javiera Isla Josefa Lesterman  |
| Mixed        | Tiago Moser Araújo Juliana Viana Vieira | Adriano Viale Andrea Flores   | Alvaro Leyton Josefa Lesterman |
| Mixed        | Tiago Moser Araújo Juliana Viana Vieira | Adriano Viale Andrea Flores   | Tomas Bossio Gianna Stiglich   |

## Sieger und Platzierte U13
| Disziplin    | Gold                                 | Silber                              | Bronze                                   |
| ------------ | ------------------------------------ | ----------------------------------- | ---------------------------------------- |
| Herreneinzel | Gustavo Alfredo Salazar              | Rodrigo Camogliano                  | Alonso Medel                             |
| Herreneinzel | Gustavo Alfredo Salazar              | Rodrigo Camogliano                  | Luan M. Bittencourt                      |
| Dameneinzel  | Jaqueline Lopes                      | Sánia Valeria Lima                  | Micaela Flores                           |
| Dameneinzel  | Jaqueline Lopes                      | Sánia Valeria Lima                  | Micaela Castillo                         |
| Herrendoppel | Rodrigo Camogliano Nicolás Macías    | Diego Castillo Alonso Medel         | Benjamin Maldonado Nicolas Naupa         |
| Herrendoppel | Rodrigo Camogliano Nicolás Macías    | Diego Castillo Alonso Medel         | Renzo Camogliano Gustavo Alfredo Salazar |
| Damendoppel  | Sánia Valeria Lima Jaqueline Lopes   | Keila Espírito Santo Tamires Santos | Andrea Echevarría Maria Pia Hermosa      |
| Damendoppel  | Sánia Valeria Lima Jaqueline Lopes   | Keila Espírito Santo Tamires Santos | Micaela Castillo Fernanda Saponara Rivva |
| Mixed        | Gustavo Alfredo Salazar Inés Mendoza | Rodrigo Camogliano Micaela Flores   | Renzo Camogliano Micaela Castillo        |
| Mixed        | Gustavo Alfredo Salazar Inés Mendoza | Rodrigo Camogliano Micaela Flores   | Nicolás Macías Fernanda Saponara Rivva   |

## Sieger und Platzierte U15
| Disziplin    | Gold                                   | Silber                                | Bronze                             |
| ------------ | -------------------------------------- | ------------------------------------- | ---------------------------------- |
| Herreneinzel | Jonathan S. Mathias                    | Walleson E. Dos Santos                | Fabrício Farias                    |
| Herreneinzel | Jonathan S. Mathias                    | Walleson E. Dos Santos                | Diego Mini                         |
| Dameneinzel  | Sämia Lima                             | Jackeline Luz                         | Paula La Torre                     |
| Dameneinzel  | Sämia Lima                             | Jackeline Luz                         | Inés Castillo                      |
| Herrendoppel | Walleson E. Dos Santos Fabrício Farias | Jonathan S. Mathias Donnians Oliveira | Bruno Barrueto Diego Mini          |
| Herrendoppel | Walleson E. Dos Santos Fabrício Farias | Jonathan S. Mathias Donnians Oliveira | Felipe A. De Faria Kelton Oliveira |
| Damendoppel  | Vera Guedes Sämia Lima                 | Jeisiane Alves Jackeline Luz          | Inés Castillo Paula La Torre       |
| Damendoppel  | Vera Guedes Sämia Lima                 | Jeisiane Alves Jackeline Luz          | Flavia Stiglish Valeria Wong       |
| Mixed        | Fabrício Farias Sämia Lima             | Diego Mini Paula La Torre             | Gabriel Morales Manoela Gori       |
| Mixed        | Fabrício Farias Sämia Lima             | Diego Mini Paula La Torre             | Bruno Barrueto Inés Castillo       |

## Sieger und Platzierte U17
| Disziplin    | Gold                                       | Silber                               | Bronze                                                  |
| ------------ | ------------------------------------------ | ------------------------------------ | ------------------------------------------------------- |
| Herreneinzel | Arthur S. Depomocendo                      | Felipe Cury                          | José Guevara                                            |
| Herreneinzel | Arthur S. Depomocendo                      | Felipe Cury                          | Cleyson Dos Santos                                      |
| Dameneinzel  | Daniela Macías                             | Thainara Borges Da Silva             | Chiara Carranza                                         |
| Dameneinzel  | Daniela Macías                             | Thainara Borges Da Silva             | Amanda Kotsubo                                          |
| Herrendoppel | Arthur S. Depomocendo Cleyson Dos Santos   | Cristian Leite Matheus Voigt         | José Guevara Kenshin Shimabukuro                        |
| Herrendoppel | Arthur S. Depomocendo Cleyson Dos Santos   | Cristian Leite Matheus Voigt         | Felipe Cury Gabriel Betti Salgado                       |
| Damendoppel  | Chiara Carranza Daniela Macías             | Jaqueline Carvalho Amanda Dos Santos | Jaqueline Kempner Maria Eduarda Koepsel                 |
| Damendoppel  | Chiara Carranza Daniela Macías             | Jaqueline Carvalho Amanda Dos Santos | Thamires G. De Oliveira Crislane Bittencourt Dos Santos |
| Mixed        | Arthur S. Depomocendo Thainara O. Da Silva | José Guevara Daniela Macías          | Felipe Cury Vera Guedes                                 |
| Mixed        | Arthur S. Depomocendo Thainara O. Da Silva | José Guevara Daniela Macías          | Vinicius Gori Jaqueline Carvalho                        |

## Sieger und Platzierte U19
| Disziplin    | Gold                           | Silber                              | Bronze                                  |
| ------------ | ------------------------------ | ----------------------------------- | --------------------------------------- |
| Herreneinzel | Ygor Coelho                    | Italo Hauer                         | Emerson Carvalho                        |
| Herreneinzel | Ygor Coelho                    | Italo Hauer                         | Alan H. Serra                           |
| Dameneinzel  | Dánica Nishimura               | Gabriela Dos Santos                 | Camila Garcia                           |
| Dameneinzel  | Dánica Nishimura               | Gabriela Dos Santos                 | Daniela Zapata                          |
| Herrendoppel | Ygor Coelho Fábio Silva Soares | Emerson Carvalho Alan H. Serra      | Victor De Jesus Alves Matheus Nakao     |
| Herrendoppel | Ygor Coelho Fábio Silva Soares | Emerson Carvalho Alan H. Serra      | Patricio Álvarez Bastian Lizama         |
| Damendoppel  | Camila Garcia Dánica Nishimura | Victoria Barandiaran Daniela Zapata | Bianca Oliveira Naira Vier              |
| Damendoppel  | Camila Garcia Dánica Nishimura | Victoria Barandiaran Daniela Zapata | Gabriela Dos Santos Giovana Villani     |
| Mixed        | Italo Hauer Amanda Dos Santos  | Sebastian Macias Dánica Nishimura   | Daniel La Torre Camila Garcia           |
| Mixed        | Italo Hauer Amanda Dos Santos  | Sebastian Macias Dánica Nishimura   | José Victor Salgado Gabriela Dos Santos |